# Simeone Cattalinich
Simeone Cattalinich –nacido como Šimun Katalinić– (17 de septiembre de 1889-3 de abril de 1976) fue un deportista italiano que compitió en remo. Fue hermano de los también remeros Antonio Cattalinich y Francesco Cattalinich.
Participó en los Juegos Olímpicos de París 1924, obteniendo una medalla de bronce en la prueba de ocho con timonel. Ganó dos medallas en el Campeonato Europeo de Remo, plata en 1922 y oro en 1923.

## Palmarés internacional
| Juegos Olímpicos   | Juegos Olímpicos   | Juegos Olímpicos  | Juegos Olímpicos |
| Año                | Lugar              | Medalla           | Prueba           |
| ------------------ | ------------------ | ----------------- | ---------------- |
| 1924               | París (Francia)    | Medalla de bronce | Ocho con timonel |
| Campeonato Europeo |                    |                   |                  |
| Año                | Lugar              | Medalla           | Prueba           |
| 1922               | Barcelona (España) | Medalla de plata  | Ocho con timonel |
| 1923               | Como (Italia)      | Medalla de oro    | Ocho con timonel |